# Fuerte Olimpo
Fuerte Olimpo est une ville du Paraguay, chef-lieu du département de l'Alto Paraguay. Elle compte 4 221 habitants selon le décompte de 2016.
Fuerte Olimpo est construite sur trois collines, appelées « los Tres Hermanos » (« les Trois Frères »). Au sommet de l'une d'entre elles, on trouve le Fort Borbón (es), construit en 1792 pour protéger la région des incursions des bandeirantes. La cathédrale Marie-Auxiliatrice se trouve au sommet d'une autre des trois collines.

## Histoire
Fuerte Olimpo trouve son origine dans la fondation du Fort Borbón (es) par les Espagnols en 1792 sur ordre de Joaquín Alós y Brú (es).

## Économie
Comme le reste de la région, l'activité principale est l'élevage bovin. La culture du soja est une autre activité agricole, développée à la fin du 19e siècle.
Parmi les activités tertiaires, le tourisme d'aventure se développe de façon plus récente.

## Relations internationales

### Jumelage
La ville de Fuerte Olimpo est jumelée avec:
 Camisano Vicentino, Italie
 Mérida, Venezuela